# MilkShape 3D
MilkShape 3D (сокращенно — MS3D) — условно бесплатная компьютерная программа, низкополигональный редактор трёхмерных объектов, который был разработан Митом Кириганом (чамор. Mete Ciragan) в 1996 году. В основном, MilkShape 3D используется при моделирования объектов для компьютерных игр Half-Life, Blockland, The Sims 2, The Sims 3 и других sandbox-игр. Возможности для экспорта моделей в редакторе были значительно расширены его создателем и сообществом, которое образовалось вокруг редактора. Поэтому, на данный момент, в MilkShape присутствует множество плагинов для экспорта трёхмерных моделей в различные игровые форматы.

## История
MilkShape был создан небольшой компанией chUmbaLum sOft, которая занималась разработкой программных продуктов с 1996 года и была расположена в Цюрихе, Швейцария. Данная компания разрабатывала различные инструменты для разработки компьютерных игр и другого ПО. Сначала MilkShape 3D был разработан Митом Кириганом (чамор. Mete Ciragan) как низкополигональный 3D-редактор объектов для игры Half-Life. Со временем в редактор были добавлены новые возможности и форматы для экспорта моделей. Хотя данный редактор отстает от современных топовых 3D-редакторов, но он остается востребованным для пользователей как простой и эффективный редактор трёхмерных моделей.

## Особенности
В редакторе присутствуют все базовые элементы для создания и управления трёхмерными объектами: выделение, перемещение, поворот, масштабирование, выдавливание, поворот граней, подразделы и множество других. MilkShape 3D также позволяет проводить примитивное моделирование на уровне вершин и граней. Присутствуют такие стандартные примитивы для создания объектов: куб, сфера, цилиндр, плоскость и вершина. При экспорте моделей доступны 70 форматов файлов.
Анимация движений в редакторе проводится с помощью скелетной анимации. Это позволяет экспортировать анимационные объекты в форматах файлов для таких игр как Quake, Half-Life, Genesis3D, Unreal и др. Поддерживаемые форматы для экспорта объектов включают в себя все основные игровые движки: Source, Unreal Engine, id Tech, Lithtech.

## Критика
В старых версиях MilkShape 3D (ранее, чем 1.8.1beta1, май 2007) якобы содержался программный код, который приводил редактор к аварийному завершению после обнаружения на компьютере определенных программ, например Registry Monitor. Старые версии редактора (1.6.5 и ранее, апрель 2003) могли закрывать данные программы и блокировать попытки их запуска до тех пор, пока редактор работает. Эта проблема была решена сразу, как только про неё стало известно разработчикам. Данная блокировка приложений якобы была установлена для того, чтобы не дать доступа пользователям редактировать реестр Windows, чтобы они не могли таким образом обходить защиту программы и работать с ней в демонстрационном режиме. Однако, в пользовательском соглашении до версии 1.8.1 не было пункта про запрет такого метода борьбы с пиратством. Процесс авторизации лицензионного аккаунта был довольно странным — на то, чтобы проверить правильность ввода последних двух частей лицензионного кода, уходило несколько минут. Это позволяло пользователю несколько раз ввести неправильно последние две части кода, что приводило к многоразовому выводу сообщений об ошибке ввода кода. Таким образом даже с законным, но устаревшим лицензионным ключом можно было иметь незарегистрированную копию программы. Чтобы исправить это, требовалось ввести лицензионный ключ правильно. Таким образом, многие пользователи обвиняли MilkShape в том, что она является шпионской программой и бойкотировали против этого. Кроме того, была возможность использовать старые триал-версии методом изменения системного времени ОС. Все ошибки и недоработки, о которых упоминалось выше, были исправлены в версии 1.8.1beta2 (май 2007).

## Формат файла MilkShape 3D
Родным форматом программы является ms3d. Структура формата:
- Заголовок
  - «MS3D000000» указывает номер версии (вер. 3 или 4)
- Данные о вершинах
  - Координаты вершин в сцене
- Данные о треугольниках
  - Указатели на вершины, а также поверхностные нормали
- Данные о группах (объект/сеть)
  - Названия группы и указатели на треугольники
- Данные о материалах
  - Детали цветов
- Данные о костях
  - Данные об анимациях